# غلوكسبورغ
غلوكسبورغ (بالألمانية: Glücksburg ؛ بالدنماركية Lyksborg) بلدة يقطنها حوالي 6000 ساكن في شليسفيش هولشتاين ، وتقع بالقرب من فلوغسبورغ فوردي ، أراضي أشهر في منطقة أنغلن ، تغلغل ضيق للبحر يصل حتى مدينة فلنسبورغ المقسمة بين ألمانيا والدنمارك .